# Championnat de France de basket-ball de Nationale féminine 1 2024-2025
Navigation
2023-2024 2025-2026
La saison 2024-2025 du championnat de France de basket-ball de Nationale 1 est la 75e édition du championnat de France de basket-ball de Nationale féminine 1, la 15e édition sous la dénomination de Nationale féminine 1. La NF1 est le troisième plus haut niveau du championnat de France de basket-ball. Vingt-huit clubs participent à la compétition, plus haut niveau amateur de basket-ball de l'hexagone, sous la direction de la FFBB.

## Formule de la compétition[1]
Les 24 équipes sont réparties en 2 poules de 12. L’équipe du CFBB et l’équipe Espoirs LFB ne sont pas intégrées dans la même poule, les autres équipes sont appelées équipes fédérales. Les équipes disputent un championnat en rencontres aller et retour à l’issue duquel un classement est établi.
Le titre de Champion de France est attribué lors de la finale : les équipes classées 1re (pouvant comprendre l’équipe 2 du CFBB et/ou l’équipe Espoirs LFB) de chaque poule se rencontrent en finale lors d’un match sec se déroulant sur un terrain choisi par le Bureau Fédéral.
Les équipes fédérales classées aux deux dernières places de chaque poule à l’issue de la phase 1 sont reléguées en NF2 pour la saison suivante.
Si l’équipe du CFBB ou l’équipe Espoirs LFB se trouvent en situation de relégation en NF2 pour la saison suivante, l’équipe classée en position de premier non relégable de sa poule à l’issue de la phase 1 sera reléguée, en lieu et place de cette (ces) équipe(s), en NF2 pour la saison suivante.
14 clubs composeront la LF2 lors de la saison 2025/2026. Ce passage à 14 impacte le nombre et les modalités de relégation en NF1 à l’issue de la saison 2024/2025.
Les équipes classées 1re de chaque poule à l’issue de la phase 1 accèdent directement au Championnat de France LF2. L’équipe classée 3e au ranking fédéral (dans les conditions fixées par les Règlements Sportifs Généraux) doit disputer un barrage contre l’équipe classée à la dernière place de la phase 1 du Championnat de France LF2 (hors CFBB). Le barrage est disputé en deux matchs gagnants (aller / retour / belle) dans les conditions suivantes :
- match aller chez le club de NF1
- match retour chez le club de LF2
- en cas d’égalité au nombre de victoires, la belle sera disputée chez le club de LF2.

Si l’équipe de NF1 remporte le barrage, elle accédera en Championnat de France LF2 pour la saison 2025/2026.
L’accession de l’équipe est effective sous réserve qu’elle satisfasse aux conditions de la LF2 et à la condition que la FFBB émette un avis favorable au regard de la situation financière.

## Phase 1
Légende des classements
- Qualifié pour la finale et promu en Ligue Féminine 2
- Classement de meilleures 2e
- Relégué en Nationale 2
- Repêché
- R : Relégué de Ligue Féminine 2
- P : Promu de Nationale 2

### Poule A

#### Classement
| Rang | Équipe                 | Pts  | J  | G  | P  | Pp   | Pc   | Diff |
| ---- | ---------------------- | ---- | -- | -- | -- | ---- | ---- | ---- |
| 1    | Monaco BA              | 41+2 | 20 | 19 | 1  | 1644 | 1281 | 363  |
| 2    | SIG Strasbourg R       | 36+1 | 20 | 15 | 5  | 1500 | 1298 | 202  |
| 3    | CJS Geispolsheim       | 33   | 20 | 13 | 7  | 1461 | 1285 | 176  |
| 4    | Martigues SB           | 33+1 | 20 | 12 | 8  | 1419 | 1399 | 20   |
| 5    | Ambitions Girondines P | 32   | 20 | 12 | 8  | 1297 | 1289 | 8    |
| 6    | Annemasse BC           | 31+1 | 20 | 10 | 10 | 1467 | 1424 | 43   |
| 7    | US Le Poinçonnet       | 29+1 | 20 | 8  | 12 | 1392 | 1447 | -55  |
| 8    | US Colomiers           | 28   | 20 | 8  | 11 | 1288 | 1433 | -145 |
| 9    | Limoges ABC            | 28   | 20 | 8  | 12 | 1250 | 1322 | -72  |
| 10   | Roannais BF            | 24   | 20 | 4  | 16 | 1273 | 1460 | -187 |
| 11   | BLMA Espoir            | 21   | 20 | 1  | 19 | 1099 | 1452 | -353 |
| 12   | AS Villeurbanne        | 0    | 0  | 0  | 0  | 0    | 0    |      |

Note :
- Monaco BA obtient 2 points bonus grâce à sa qualification en finale du Trophée Coupe de France.
- SIG Strasbourg, US Le Poinçonnet, Annemasse BC et Martigues SB obtiennent 1 point bonus grâce à leur qualification en quart de finale du Trophée Coupe de France.

### Poule B

#### Classement
| Rang | Équipe               | Pts  | J  | G  | P  | Pp   | Pc   | Diff |
| ---- | -------------------- | ---- | -- | -- | -- | ---- | ---- | ---- |
| 1    | Champagne Basket R   | 42+1 | 22 | 19 | 3  | 1545 | 1301 | 244  |
| 2    | GCO Bihorel Basket P | 39+2 | 22 | 15 | 7  | 1628 | 1339 | 289  |
| 3    | US La Glacerie       | 38-1 | 22 | 17 | 5  | 1574 | 1357 | 217  |
| 4    | Dieppe Basket P      | 38   | 22 | 16 | 6  | 1808 | 1559 | 249  |
| 5    | BC Nord Alsace       | 38   | 22 | 16 | 6  | 1554 | 1358 | 196  |
| 6    | COB Calais           | 37   | 22 | 15 | 7  | 1558 | 1450 | 108  |
| 7    | CO Trith             | 32   | 22 | 10 | 12 | 1455 | 1462 | -7   |
| 8    | ASA Sceaux           | 32   | 22 | 10 | 12 | 1534 | 1493 | 41   |
| 9    | BF Escaudain PH      | 28   | 22 | 6  | 16 | 1328 | 1482 | -154 |
| 10   | Stade français       | 25   | 22 | 3  | 19 | 1243 | 1660 | -417 |
| 11   | BC Franconville      | 25   | 22 | 3  | 19 | 1303 | 1611 | -308 |
| 12   | Centre fédéral       | 24   | 22 | 2  | 20 | 1062 | 1520 | -458 |

Note :
- L'US La Glacerie a été sanctionné de 1 point de pénalité par la Commission de contrôle de gestion de la Fédération française de basket-ball pour non-respect d’une décision relative au mode de gestion et non-respect du budget validé[3].
- GCO Bihorel Basket P obtient 2 points bonus grâce à sa qualification en finale du Trophée Coupe de France.
- Champagne Basket R obtient 1 point bonus grâce à leur qualification en quart de finale du Trophée Coupe de France.

### Meilleur2e
Le classement fédéral est déterminé au terme de la 1re phase de chaque division (après les rencontres aller/retour, hors phase 2, phases finales ou de play-off, etc.) suivant des critères sportifs (division, classement...). Dans le cas d’une division à plusieurs poules, il sera alors établi un classement particulier entre toutes les équipes de cette division, en prenant en compte, par ordre préférentiel :
1. classement au sein de chaque poule ;
2. victoire en 16e de finale du Trophée Coupe de France ;
3. %age de victoires (nombre de victoires / nombre de matchs) ;
4. quotient (points marqués / points encaissés) ;
5. points marqués (moyenne par match).

| Rang | Équipe               | Pts  | J  | G  | P | Pp   | Pc   | Diff |
| ---- | -------------------- | ---- | -- | -- | - | ---- | ---- | ---- |
| 1    | SIG Strasbourg R     | 36+1 | 20 | 15 | 5 | 1500 | 1298 | 202  |
| 2    | GCO Bihorel Basket P | 39+2 | 22 | 15 | 7 | 1628 | 1339 | 289  |

Le SIG Strasbourg est devant le GCO Bihorel Basket grâce à un meilleur pourcentage de victoires (75,00 % contre 68,18 %).

## Phase 2

### Finale
L'équipe vainqueuse est sacré championne de France de Nationale 1.
| 17 mai 2025 20 h HAEC | Rapport | Champagne BasketR (1er poule B) | 80–73 | Monaco BA (1er poule A) |  | Complexe des Vauzelles Chateaubernard Arbitres : Pierre Gendre Jérôme Cazenave |

## Barrage LF2/NF1
L'équipe vainqueuse jouera en Ligue Féminine 2 lors de la saison 2025–2026, l'équipe perdante sera quant à elle en Nationale 1.

## Bilan de la saison
| Tableau d'honneur de la saison 2024-2025 | |
| Compétition                              | Vainqueur |
| Nationale 1                              | Champagne BasketR |
| Promotions et relégations                | |
| Promu en LF2                             | Monaco BA Champagne BasketR |
| Relégués de LF2                          | Néant |
| Relégués en Nationale 2                  | Roannais BF AS Villeurbanne Stade français BC Franconville                                                                            |
| Promus de Nationale 2                    | AS Montferrand (1er poule A) Lamboisières Martin Basket (1er poule B) ALPC Moulin Nantes Basket (1er poule C) CSL Dijon (1er poule D) |